# Honorificabilitudinitatibus
Гонорификабилитудинитатибус (лат. honorificabilitudinitatibus) — искусственное слово, образованное на основе латинского «honorificabilitudo» — (досто)почтенность, «honorificabilitudinas» — состояние возможности быть награждённым, награждабельность. В указанной форме находится в дательном или отложительном (аблативном, исходном) падеже множественного числа. Слово и его варианты использовались в Средние века (как минимум, со времён Петра Пизанского, одного из преподавателей Карла Великого), а позже и в эпоху Возрождения. В филологическом трактате «О народном красноречии» (1303—1305) Данте Алигьери писал, что украшающими народную речь словами он признаёт все многосложные (например, benaventuratissimo, inanimatissimamente, disaventuratissimamente, sovramagnificentissimamente). «Можно было бы найти и слово или глагол с ещё большим количеством слогов; но так как оно выходит за пределы вместимости всех наших стихов, то и не подлежит нашему суждению; таково слово honorificabilitudinitate, образуемое в народной речи двенадцатью слогами, а в двух косвенных падежах по-латыни даже тринадцатью».  
Наиболее известный случай употребления присутствует в пьесе Уильяма Шекспира «Бесплодные усилия любви» (Акт V, Сцена I, 50), насыщенной литературной игрой, каламбурами, что отражало споры о развитии английского языка в елизаветинскую эпоху. Бессмысленное слово произносит малограмотный «сельский увалень», шут Репка, Башка (Costard), который, однако, является носителем народной мудрости, а «его ошибки речи и его простодушие ещё больше подчёркивают комические претензии других персонажей». Обращаясь к Мотыльку по поводу предстоящей словесной «схватки» между учёным-педантом и схоластом Олоферном и защитником куртуазной словесности Армадо (хозяин Мотылька) он произносит: «Да они уж давно на словесной помойке отбросами кормятся. Удивляюсь я, как это твой хозяин ещё не сожрал тебя, приняв за чьё-нибудь чужое слово. Ведь ты на целую голову короче такого словечка, как honorificabilitudinitatibus. Тебя-то уж легче проглотить, чем вино с зажжённой паклей на закуску» (O, they have lived long on the almsbasket33 of words. I marvel thy master hath not eaten thee for a word34, for thou art not so long by the head as honorificabilitudinitatibus. Thou art easier swallowed than a flapdragon).
Слово признаётся самым длинным у Шекспира и применённым им только один раз (гапакс). Некоторые исследователи использовали слово в качестве доказательства того, что Шекспир не является автором корпуса произведений, приписываемых ему. Исаак Халл Платт (Isaac Hull Platt) считал, что honorificabilitudinitatibus можно прочитать как зашифрованную латинскую анаграмму «Hi ludi F. Baconis nati tuiti orbi» («Эти пьесы, отпрыски Ф. Бэкона, сохраняются для мира»), указывающую на авторство Френсиса Бэкона. Однако honorificabilitudinitatibus неоднократно расшифровывали и другим образом. В 1898 году дантевед Пейджет Тойнби (Paget Toynbee) отметил, что это слово содержит прославление Данте: «Ubi Italicus ibi Danti Honor Fit». Писатель, лектор, философ-мистик, создатель «Философского исследовательского общества» Мэнли Палмер Холл, поддерживавший теорию о неспособности «малообразованного» Шекспира создать гениальные произведения, считал, что в приписываемых ему текстах прослеживается зашифрованное влияние Бэкона и розенкрейцеров. Так, по его мнению, гонорификабилитудинитатибус является знаком розенкрейцеров, о чём свидетельствует числовой эквивалент слова — 287, имеющий глубокое значение для членов общества. В елизаветинской литературе слово гонорификабилитудинитатибус применялось в значении «бессмысленный шум», «звуки, не имеющие смысла». Так, в этом смысле оно появляется в памфлете Томаса Нэша «Постная пища Нэша» (Nashe's Lenten Stuffe; 1599), где медики «оглушают» этим словом больных, а в комедии Джона Марстона «Голландская куртизанка» (The dutch Courtezan; 1605) упоминается, что это всего лишь «только звуки, не имеющие смысла» (a great deal of sound and no sense). Предполагается, что Нэш и Марстон могли применить экзотическое слово вслед за Шекспиром. Ирландский писатель Джеймс Джойс употребил слово в романе «Улисс» (Глава 9. «Сцилла и Харибда»), где Стивен Дедалус рассуждает о личности Шекспира: «Как для Джона о`Гонта, его имя дорого для него, столь же дорого, как щит и герб, ради которых он пресмыкался, на чёрном поясе золотое копьё с серебряным остриём, honorificabilitudinitatibus [находящийся в положении осыпанного почестями], — и дороже чем слава величайшего в стране потрясателя сцены».